# Oskar Groß

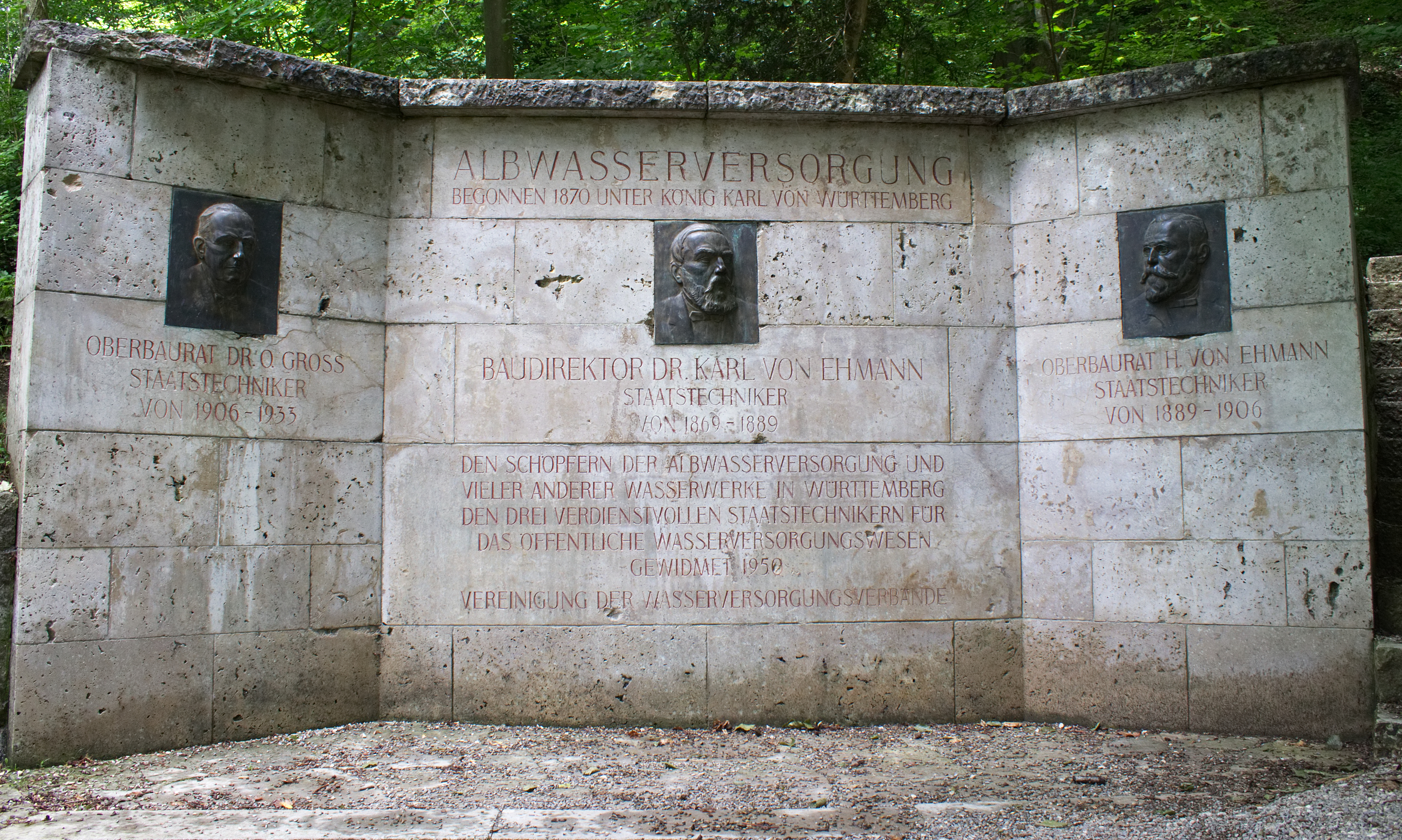
Denkmal am Blautopf in Blaubeuren für die Schöpfer der Albwasserversorgung und vieler anderer Wasserwerke in Württemberg. Links: Oskar Groß.

Oskar Groß (* 10. Mai 1875 in Stuttgart; † 25. März 1948 in Kirchheim unter Teck) war Oberbaurat und Leiter des Bauamts für das öffentliche Wasserversorgungswesen in Stuttgart.

## Leben
Oskar Groß begann nach dem Studium an der Technischen Hochschule Stuttgart und praktischer Tätigkeit in der Wasserversorgung beim Bauamt für das öffentliche Wasserversorgungswesen in Stuttgart. Von 1906 bis zur Aufhebung 1933 war er als zweiter Staatstechniker nach Hermann Ehmann dessen Leiter, zuletzt als Oberbaurat. 1929 wurde er mit dem Ehrentitel eines Dr.-Ing. E.h. ausgezeichnet.
In seiner Zeit wurde der Bau von Wasserversorgungsanlagen in Württemberg intensiv weitergeführt. So hatten bis zum Jahr 1933 bereits 95 Prozent der württembergischen Gemeinden eine zentrale Wasserversorgung.
Von besonderer Bedeutung war die von ihm geplante und gebaute staatliche Landeswasserversorgung. Bereits um die Jahrhundertwende war zu erkennen, dass bei einer fortschreitenden Industrialisierung und der damit verbundenen wachsenden Bevölkerung im mittleren Neckarraum die örtlichen Wasservorkommen nicht mehr ausreichen würden, um den Wasserbedarf zu decken. Der Plan sah vor, Trinkwasser über eine Fernleitung aus dem Donautal bei Ulm über das Remstal bis nach Stuttgart zu leiten. Die erste deutsche Fernwasserversorgung wurde 1912 von König Wilhelm II. von Württemberg gegründet. 1917 wurde das Wasserwerk in Niederstotzingen sowie die Leitung bis zum Hochbehälter Rotenberg bei Stuttgart in Betrieb genommen.
Im Jahr 1931 gründete Oskar Groß die Vereinigung der Wasserversorgungsverbände in Württemberg und Hohenzollern (VEDEWA), eine kommunale Selbsthilfeorganisation zur technischen Beratung und Betriebsüberwachung von Wasserwerken. Groß war von 1931 bis 1948 Geschäftsführer und Technischer Berater der VEDEWA. An der Gründung waren 31 württembergische Gruppenwasserversorgungen beteiligt. Auch außerhalb Württembergs hat die VEDEWA viel Beachtung gefunden.